# شهرستان پولک (تگزاس)
شهرستان پولک، تگزاس (به انگلیسی: Polk County, Texas) یک سکونتگاه مسکونی در ایالات متحده آمریکا است که در تگزاس واقع شده‌است.

## خصوصیات
شهرستان پولک ۲٬۸۷۴٫۹ کیلومترمربع مساحت دارد.